# Zagórze (gmina)
Zagórze (początkowo Zagórze Olkuskie) – dawna gmina wiejska, istniejąca w dwóch różnych okresach historycznych, w latach 1867–1874 i 1909–1954. Siedzibą władz gminy było Zagórze, które obecnie jest dzielnicą Sosnowca.

## Królestwo Polskie

### Pierwsza odsłona (1867–1874)
Gmina Zagórze Olkuskie powstała 1 stycznia?/13 stycznia 1867 w związku z reformą gminną w Królestwie Polskim. Należała do powiatu będzińskiego w guberni piotrkowskiej.
19 maja?/31 maja 1870 do gminy przyłączono pozbawiony praw miejskich Modrzejów. 
W 1874 gmina Zagórze została zniesiona, a jej obszar połączony ze zniesioną gminą Osad Górniczych oraz Starą Dąbrową z gminy Olkusko-Siewierska, tworząc nową gminę Górniczą.

### Druga odsłona (1909–1915)
Gminę Zagórze o mniejszym obszarze reaktywowano w 1909. Gmina nie obejmowała juz swoim obszarem terenów które w 1902 utworzyły wschodnią część nowo utworzonego miasta Sosnowca (Sielec z byłą wsią Kuźnicą i Środulką).

## Okupacja niemiecka i austriacka
Podczas I wojny światowej gmina Zagórze została przedzieloną granicą państw okupacyjnych:
- Wschodnia część gminy Zagórze (na wschód od drogi Niwka–Dańdówka–Zagórze[11]) z jej siedzibą znalazała się pod okupacją austriacką, gdzie weszła w skład nowo utworzonego powiatu dąbrowskiego. W marcu 1915 poinformowano, że organizacja przeciętej granicą gminy Zagórze nie została jeszcze w pełni przeprowadzona[12], lecz począwszy od kwietnia 1915 w Dzienniku Urzędowym Obwodu Dąbrowskiego figuruje podział na trzy gminy wiejskie: Dańdówka, Niwka i Zagórze[13], a od maja 1915: Dańdówka, Niwka i Klimontów (ta ostatnia w miejsce zniesionej gminy Zagórze)[14]. 1 maja 1915 dla gmin Dąbrowa, Dańdówka, Niwka i Klimontów utworzono w Dąbrowie wspólny sąd gminny[14]. Począwszy do czerwca 1915 na omawianym obszarze pojawiają się cztery gminy: Dańdówka, Niwka, Klimontów i Zagórze (wydzielono więc ponownie gminę Zagórze z gminy Klimontow)[15].
  - W Dzienniku Urzędowym z 15 sierpnia 1915 ogłoszono, że gminy Dańdówka i Klimontów zostały zniesione. Gminę Dańdówka włączono do gminy Niwka, a gminę Klimontów włączono z powrotem do gminy Zagórze, do której przyłączono z powrotem także Józefów ze zniesionej gminy Zagórze w niemieckiej strefie okupacyjnej[16].
- Zachodnia część z Józefowem, Konstantynwem, Środulą i Modrzejowem oraz połaciami Zagórza i Dańdówki na zachód od drogi Niwka–Dańdówka–Zagórze znalazła się pod okupacją niemiecką, gdzie 27 lutego 1915 utworzyła drugą, odrębną gminę Zagórze[17]. Wkrótce nastąpił rozpad niemieckiej gminy Zagórze:
  - 31 lipca 1915 część Dańdówki, obejmująca „rurkownię” i cegielnię „Hrabia Renard” oraz fabrykę lin drucianych A. Deichsel, niemieckie władze okupacyjne wydzieliły z gminy Zagórze, włączając ją do Sosnowca[18];
  - 1 sierpnia 1915 niemieckie władze okupacyjne z gminy Zagórze wydzieliły Konstantynów (z Pekinem) i Środulę, włączając je do Sosnowca; sołtysów zwolniono z pracy[19];
  - 2 sierpnia 1915 niemieckie władze okupacyjne z gminy Zagórze wydzieliły majątek Zagórze (niezurbanizowane zachodnie połacie Zagórza), włączając go do Sosnowca[20];
  - 2 sierpnia 1915 niemieckie władze okupacyjne z gminy Zagórze wydzieliły miejscowości Modrzejów i Huta Puszkin, tworząc z nich samodzielną gminę Modrzejów[20]. Gminę Modrzejów włączono jeszcze tego samego roku, 1 listopada 1915, do Sosnowca[21];
  - 15 sierpnia 1915 Józefów[22] włączono do strefy austriackiej, gdzie został zreintegrowany z gminą Zagórze; tego samego dnia zatwierdzono też formalnie przekazanie folwarku Zagórze Zarządowi Niemieckiemu[16].
  - Po zniesieniu gminy Modrzejów 1 listopada 1915, do Sosnowca[23], cały obszar niemieckiej gminy Zagórze znalazł się w granicach Sosnowca.

## Polska

### II Rzeczpospolita
Po odzyskaniu przez Polskę niepodległości, wszelkie zmiany granic gmin zarządzone przez byłe władze okupacyjne winny być zniesione, oprócz tych gmin bądź ich części włączonych do obszarów miejskich. Zgodnie z tym, stan administracyjny gminy Zagórze spod okupacji wojennej utrzymał się, ponieważ żaden z obszarów włączonych do Sosnowca nie został zreintegrowany z gminą Zagórze. Władze polskie wbrew zasadom utrzymały jednak gminę Niwka, co oznaczało, że wszystkie zmiany wprowadzone przez okupantów niemieckich i austriackich zostały uwzględnione..
W okresie międzywojennym gmina Zagórze, o najmniejszym zasięgu terytorialnym w ciągu swojego bytu, należała ponownie do powiatu będzińskiego, od 1919 w woj. kieleckim.

### PRL
Po wojnie gmina przez bardzo krótki czas zachowała przynależność administracyjną, lecz już 18 sierpnia 1945 została wraz z całym powiatem będzińskim przyłączona do woj. śląskiego (od 6 lipca 1950 pod nazwą woj. katowickie, a od 9 marca 1953 jako woj. stalinogrodzkie).
Zarówno 1 stycznia 1946, jak i 1 lipca 1952 gmina Zagórze składała się z 3 gromad: Józefów, Klimontów i Zagórze. Jednostka została zniesiona 29 września 1954 wraz z reformą wprowadzającą gromady w miejsce gmin. Z obszaru zniesionej gminy Zagórze powstały wtedy dwie gromady: Klimontów (Klimontów) i Zagórze (Józefów i Zagórze).
W 1954 Zagórze i Klimontów otrzymały prawa osiedla, a w 1967 prawa miejskie. Po reaktywowaniu gmin 1 stycznia 1973 gminy Zagórze nie przywrócono.